# 리타 길들이기
＜리타 길들이기＞(Educating Rita)는 1980년 초연된 윌리 러셀의 코미디다. 리타와 그녀의 지도교수 프랭크를 중심으로 진행되는 2인극이다. 1981년 토니어워즈에서 최우수연극상 후보에 올랐으며 영미를 비롯해 전 세계에서 리바이벌되었다. 윌리 러셀의 가장 유명한 작품 중 하나다.

## 개요
윌리 러셀의 ＜리타 길들이기＞는 영국 공개 대학(Open University) 강의실을 배경으로 한 2인극 코미디다.
미용사 출신 리타는 스물여섯이라는 다소 늦은 나이에 공개 대학에 등록하고 문학 강좌를 수강한다. 술값이나 벌어 볼 마음으로 강의를 맡았던 프랭크는 문학에 대한 리타의 열정과 진지함에 감화되어 삶에 대한 자신의 태도를 되돌아보게 된다. 리타는 프랭크와 수업을 거듭하면서 점점 자신감 넘치는 매력적인 지식인으로 성장한다. 처음엔 사회를 냉소적으로 바라보던 리타가 점점 대학 문화에 익숙해지자 프랭크는 실망한다. 리타 역시 친구의 자살 시도를 보며 동경했던 대학생, 지식인의 삶 역시 그토록 벗어나고 싶었던 미용사 시절의 그것만큼이나 위선과 가식으로 가득 차 있음을 깨닫는다.
윌리 러셀은 ＜리타 길들이기＞에서 자아 발견과 개인적 성장이라는 주제를 다룬다. 더 나은 삶을 꿈꾸며 공개 대학 과정에 등록한 리타는 역시 삶에 환멸을 느끼고 있는 교수 프랭크와 수업을 진행하며 지적으로 성장한다. ＜리타 길들이기＞는 자기 인식을 위한 투쟁, 이를 둘러싼 문화적 규범과 개인적 한계를 탐색하며 교육이 개인의 정체성과 세계관을 형성하는 데 어떤 역할을 해야 하는지, 또 할 수 있는지 묻고 있다.
기본 설정은 조지 버나드 쇼의 ＜피그말리온＞에서 가져왔다. 1980년 초연되었는데, 그해 올리비에 어워드에서 “올해의 코미디상”을 수상했다. 1983년 윌리 러셀 각색으로 영화로도 제작되었는데, 영국 아카데미 영화상에서 최고 영화상과 최고 남녀 배우상을 수상했으며 최고 희곡상 후보에 오르는 등 작품성을 인정받았다.

## 같이 보기
- 마이 페어 레이디
- 귀여운 여인 (1990년 영화)